# Aeranthes
Aeranthes Lindl., 1824  è un genere di piante appartenente alla famiglia delle Orchidacee.

## Descrizione
Sono orchidee epifite, con fusti a crescita monopodiale, (ossia con un solo "piede" vegetativo) e prive di pseudobulbi, provviste di radici aeree, di consistenza carnosa, raggruppate alla base del fusto nelle specie a fusto breve, o lungo il fusto, intervallate alle foglie, nelle specie con fusto più lungo. Come in molte orchidee epifite, le radici possono essere rivestite da un velo radicale detto velamen, composto da cellule vuote e permeabili all'acqua, che consente alla pianta di assorbire l'umidità atmosferica e, in alcune specie, di espletare un'attività fotosintetica, grazie alla presenza di cloroplasti.

Le foglie di consistenza carnosa, di colore verde brillante, sono arrangiate in file da 2 a 5, lunghe 15–25 cm.

I fiori, di colore dal bianco al verde pallido, sono riuniti in un'infiorescenza sorretta da un lungo stelo e presentano sepali spesso con lunghe appendici, un labello anch'esso caudato, con un rostello "a forma di grembiule", uno sperone molto allungato e due pollinii, ciascuno con un suo viscidio.

## Distribuzione e habitat
Le specie del genere Aeranthes sono diffuse in Zimbabwe, in Madagascar, ove è concentrata la maggiore biodiversità, ed in varie altre isole dell'oceano Indiano occidentale (Comore, Mauritius, Riunione e Rodrigues).

## Tassonomia
Il genere comprende le seguenti specie:
- Aeranthes adenopoda H.Perrier, 1938
- Aeranthes aemula Schltr., 1925
- Aeranthes africana J.Stewart, 1978
- Aeranthes albidiflora Toill.-Gen., Ursch & Bosser, 1960
- Aeranthes ambrensis Toill.-Gen., Ursch & Bosser, 1960
- Aeranthes angustidens H.Perrier, 1938
- Aeranthes antennophora H.Perrier, 1938
- Aeranthes arachnites (Thouars) Lindl., 1824
- Aeranthes bathieana Schltr., 1925
- Aeranthes campbelliae Hermans & Bosser, 2003
- Aeranthes carnosa Toill.-Gen., Ursch & Bosser, 1960
- Aeranthes caudata Rolfe, 1901
- Aeranthes crassifolia Schltr., 1925
- Aeranthes denticulata Toill.-Gen., Ursch & Bosser, 1960
- Aeranthes dentiens Rchb.f., 1885
- Aeranthes ecalcarata H.Perrier, 1938
- Aeranthes filipes Schltr., 1913
- Aeranthes grandiflora Lindl., 1824
- Aeranthes hermannii Frapp. ex Cordem., 1895
- Aeranthes laxiflora Schltr., 1925
- Aeranthes leandriana Bosser, 1971
- Aeranthes moratii Bosser, 1971
- Aeranthes multinodis Bosser, 1971
- Aeranthes neoperrieri Toill.-Gen., Ursch & Bosser, 1960
- Aeranthes nidus Schltr., 1925
- Aeranthes orophila Toill.-Gen., 1959
- Aeranthes orthopoda Toill.-Gen., Ursch & Bosser, 1960
- Aeranthes parkesii G.Will., 1990
- Aeranthes parvula Schltr., 1913
- Aeranthes peyrotii Bosser, 1971
- Aeranthes polyanthemus Ridl., 1886
- Aeranthes ramosa Rolfe, 1901
- Aeranthes robusta Senghas, 1987
- Aeranthes sambiranoensis Schltr., 1925
- Aeranthes schlechteri Bosser, 1970
- Aeranthes setiformis Garay, 1972
- Aeranthes setipes Schltr., 1925
- Aeranthes strangulata Frapp. ex Cordem., 1895
- Aeranthes subramosa Garay, 1972
- Aeranthes tenella Bosser, 1971
- Aeranthes tricalcarata H.Perrier, 1939
- Aeranthes tropophila Bosser, 1971
- Aeranthes unciformis P.J.Cribb & Nusb., 2012
- Aeranthes virginalis D.L.Roberts, 2005

### Ibridi
Le specie di questo genere possono dare luogo ad ibridi intergenerici con altri generi di Angraecinae:
- × Angraecyrtanthes (Angraecum × Aeranthes × Cyrtorchis)
- × Angranthes    (Angraecum × Aeranthes)
- × Angranthellea  (Angraecum × Aeranthes × Jumellea)
- × Thesaera (Aerangis × Aeranthes)